# Ladislas Hunyadi

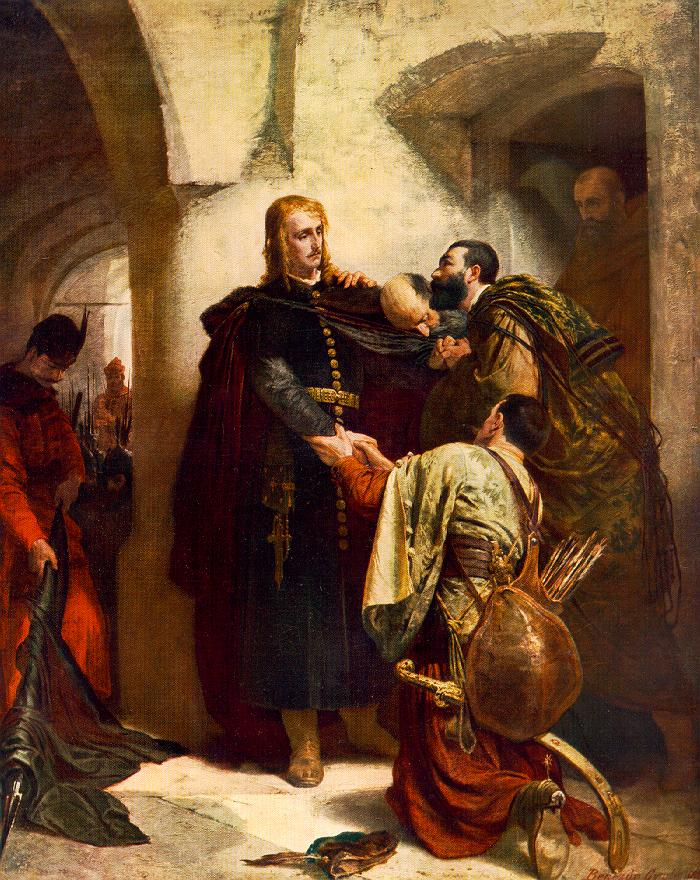
Les Adieux de László Hunyadi de Gyula Benczúr

László Hunyadi appelé également Ladislas Hunyadi (1431-1457) est le fils aîné de Jean Hunyadi et le frère de Mathias Corvin.

## Biographie
Il est donné en otage en 1446 au duc de Serbie, Étienne V, pour obtenir la liberté de son père après la défaite de Cossovo. Il se voit forcé d'épouser Élisabeth de Cilley, fille d'Ulric, l'ennemi mortel de son père. Redevenu libre, il est nommé duc de Croatie et de Dalmatie : il bat les grands révoltés dans la Haute-Hongrie, et se distingue par ses exploits.
Après la mort de son père, il a querelle avec Ulric de Cilley, qui est revenu en Hongrie avec le nouveau roi, Ladislas V le Posthume. László Hunyadi fait assassiner Ulric et le roi Ladislas venge le meurtre en le faisant décapiter à son tour le 16 mars 1457 à Buda : « Le jour de l'exécution, Ladislas monte sur l'échafaud, relève lui-même ses cheveux, prononce quelques mots de justification, puis se met à genoux sans donner le moindre signe de crainte. Le bourreau troublé se met à l'œuvre et le manque trois fois ; Ladislas se relève avec un courage superbe et s'écrie en invoquant la justice divine et humaine : « les lois ne permettent pas au bourreau de frapper plus de trois coups ». Le roi Ladislas étant présent donne aussitôt des ordres pour que l'exécuteur accomplît son horrible tâche, l'homme de sang obéit, et tandis que la malheureuse victime s'avançait la tête haute d'un pas fier vers le roi, le glaive vient l'abattre et la faire rouler aux pieds de ses ennemis. ».
L'histoire de Ladislas Hunyadi a donné lieu à un opéra, Hunyadi László, composé en 1844 par Ferenc Erkel.